# Stavros Sideras
Stavros Sideras, griechisch Σταύρος Σιδεράς (* 1948) ist ein zyprischer Musiker, Komponist und Regisseur.

## Leben
Seine musikalische Laufbahn begann 1976 als Popsänger und Komponist. Er wurde zusammen mit der Sängerin Constandina ausgewählt, Zypern beim Eurovision Song Contest 1983 zu vertreten. Mit seinem selbstkomponierten Popsong I agapi akoma zi landete das Duo auf Platz 16.
Mit der Rockoper The Archon begann 1979 seine Laufbahn als Autor und Regisseur von Musicals und Musik-Shows. Seine Produktionen sind mittlerweile in verschiedenen Ländern aufgeführt worden, darunter die USA, Griechenland und Südafrika.
Mitte der 1990er Jahre interviewte er Persönlichkeiten des politischen Lebens in seiner Sendung Persona non Grata des zyprischen Privatsenders Sigma TV.